# Impacto
Impacto è il primo singolo estratto dal quinto album di Daddy Yankee, El cartel: The Big Boss, pubblicato via radio il 12 aprile 2007 in versione non remixata, mentre negli USA durante il maggio dello stesso anno in versione remixata. La canzone appare nella radio di Grand Theft Auto IV che conduce lo stesso Daddy Yankee San Juan sound.

## Versione Remix
Il remix è uscito nel maggio 2007, è stato prodotto con la partecipazione di Fergie, e ne è stato girato anche un video.

## Formati e Cd
- Radio promo

1. Impacto (album version)
2. Impacto (instrumental)
3. Impacto (remix) (clean) (featuring Fergie)
4. Impacto (remix) (dirty) (featuring Fergie)

- US single'

1. Impacto (album version)
2. Impacto (remix) (featuring Fergie)
3. (B-side)
4. Impacto (music video)